# Раймон Жіру
Раймон (Рей) Жіру (фр. Raymond Giroux; 20 липня 1976, м. Норт-Бей, Канада) — канадський хокеїст, захисник. 
Виступав за Єльський університет (NCAA), «Лоуелл-Лок Монстерс» (АХЛ), «Нью-Йорк Айлендерс», ГІФК (Гельсінкі), АІК (Стокгольм), «Йокеріт» (Гельсінкі), «Бріджпорт Саунд-Тайгерс» (АХЛ), «Олбані Рівер-Ретс», «Нью-Джерсі Девілс», «Х'юстон Аерос» (АХЛ), «Ак Барс» (Казань), СКА (Санкт-Петербург), «Трактор» (Челябінськ), «Амбрі-Піотту» (Швейцарія), «Металург» (Новокузнецьк).
В чемпіонатах НХЛ — 38 матчів (0+13), у турнірах Кубка Стенлі — 4 матчі (0+0).
Досягнення
- Чемпіон Росії (2006), срібний призер (2007)
- Володар Континентального кубка (2008)
- Учасник Матчу усіх зірок КХЛ (2009).